# گل‌نظر (بازیگر)
گل‌نظر بختیار (اویغوری: گۈلنەزەر بەختىيار؛ زادهٔ ۲ مه ۱۹۹۲)، همچنین با نام گلی‌ناژا (چینی ساده: 古力娜扎) یا به سادگی ناژا نیز شناخته می‌شود، بازیگر و مدل اویغور تبار اهل چین است که از آکادمی فیلم پکن فارغ‌التحصیل شده‌است.

## اوایل زندگی و تحصیلات
گل‌نظر زادهٔ ۲ مه ۱۹۹۲ در اورومچی، سین‌کیانگ، چین است.
گل‌نظر در سال ۲۰۱۱، برای ادیشن آکادمی فیلم پکن شرکت کرد. در طی این ادیشن، ظاهر منحصر به فرد او مورد توجه قرار گرفت و عکس‌های او به صورت آنلاین منتشر شد. به خاطر این قرارگیری در معرض رسانه، او توسط تانگ‌رن مدیا کشف شد و با او قرارداد امضا کردند.

## فیلم‌شناسی

### فیلم
| سال  | عنوان فارسی             | عنوان چینی          | نقش           | توضیحات/منابع |
| ---- | ----------------------- | ------------------- | ------------- | ------------- |
| ۲۰۱۳ | داستان پلیس ۲۰۱۳        | 警察故事۲۰۱۳        | شیائو وی      | [ ۴ ]         |
| ۲۰۱۴ | برک‌آپ گورو              | 分手大师            | شیائو ژوآنگ   | [ ۵ ]         |
| ۲۰۱۴ | سیاه و سفید: طلوع عدالت | 痞子英雄۲：黎明再起 | لی شیااومو    | [ ۶ ]         |
| ۲۰۱۴ | مرز                     | 全城通缉            | شائو یو       | [ ۷ ]         |
| ۲۰۱۵ | عاشقان و فیلم‌ها         | 爱我就陪我看电影    | جیا منگ       | [ ۸ ]         |
| ۲۰۱۵ | یک حریم خصوصی امن       | 隐私保险箱          | چن مان        |               |
| ۲۰۱۷ | تعویض بازی              | 游戏规则            | تانگ چیان‌چیان | [ ۹ ]         |
| ۲۰۱۷ | شهر سنگ                 | 缝纫机乐队          | دینگ جیان‌گو   | [ ۱۰ ]        |
| ۲۰۱۹ | صدای ملت                | 为国而歌            | یوآن چون‌هی    |               |
| ۲۰۲۱ | سلسله جنگجویان          | 真三国无双          | دیااوچان      | [ ۱۱ ]        |
| ۲۰۲۲ | فراموش نکن عاشقتم       | 不要忘记我爱你      | شینگ یه       |               |
| ن/م  | پاپی لاو                | 爱犬奇缘            | چیان فی فی    |               |

### مجموعه تلویزیونی
| سال  | عنوان فارسی                | عنوان چینی       | نقش           | شبکه                | توضیحات/منابع |
| ---- | -------------------------- | ---------------- | ------------- | ------------------- | ------------- |
| ۲۰۱۲ | شمشیر شوان-یوان: زخم آسمان | 轩辕剑:天之痕    | یو شیائوشو    | هونان تی‌وی          |               |
| ۲۰۱۶ | افسانه روباه نه دم         | 青丘狐传说       | تاو هنگ       | هونان تی‌وی          | [ ۱۲ ]        |
| ۲۰۱۶ | کلاسیک کوه‌ها و دریاها      | 山海经之赤影传说 | سومو          | هونان تی‌وی          | [ ۱۳ ]        |
| ۲۰۱۶ | خدای جنگ ژائو یون          | 武神赵子龙       | دیااوچان      | هونان تی‌وی          | [ ۱۴ ]        |
| ۲۰۱۶ | گو! گل! فایتینگ!           | 旋风十一人       | یو فی         | دراگون تی‌وی         | حضور افتخاری  |
| ۲۰۱۶ | عشق اول                    | 柠檬初上         | نینگ شیائومنگ | جیانگسو تی‌وی        | [ ۱۵ ]        |
| ۲۰۱۶ | پالادین چینی ۵             | 仙剑云之凡       | تانگ یورو     | هونان تی‌وی          | [ ۱۶ ]        |
| ۲۰۱۷ | مبارز سرنوشت               | 择天记           | شو یورونگ     | هونان تی‌وی          | [ ۱۷ ]        |
| ۲۰۱۹ | بازگشت جهان به سوی تو      | 归还世界给你     | شن یین        | جیانگسو تی‌وی        | [ ۱۸ ]        |
| ۲۰۱۹ | ده سال تأخیر               | 十年三月三十日   | یوان کای      | آی‌چی‌یی، تنسنت       | [ ۱۹ ]        |
| ۲۰۲۱ | دوازده افسانه              | 十二谭           | یه مینگ       | یوکو                | [ ۲۰ ]        |
| ۲۰۲۱ | بافندگی داستان عشق         | 风起霓裳         | کودی لیولی    | هونان تی‌وی          | [ ۲۱ ]        |
| ۲۰۲۱ | رقص طوفان                  | 风暴舞           | مگی ژو        | آی‌چی‌یی، تنسنت، یوکو | [ ۲۲ ]        |
| TBA  | بافندگی داستان عشق فصل ۲   | 风起西州 第二部  | کودی لیولی    | یوکو                |               |
| TBA  | زیبایی بی‌همتا              | 无与伦比的美丽   | یو جیااِن      | جیانگسو تی‌وی        |               |
| TBA  | Destined Wink              | 再看你就爱上我   | شن شوانگ‌شوانگ | یوکو                |               |
| TBA  | دونگ‌بو شه‌اینگ لند          | 雪鹰领主         | یو جینگ‌چیو    | تنسنت ویدئو         |               |

### ورایتی شو
| سال       | عنوان فارسی           | عنوان چینی     | نقش               | توضیحات/منابع   |
| --------- | --------------------- | -------------- | ----------------- | --------------- |
| ۲۰۱۴      | کیپ رانینگ            | 奔跑吧         | مهمان             | فصل ۱ قسمت ۲    |
| ۲۰۱۵      | آپ آیدل               | 偶像來了       | عضو گروه بازیگران | فصل ۱           |
| ۲۰۱۶      | Day Day Up            | 天天向上       | مهمان             | پخش در ۱۲ فوریه |
| ۲۰۱۷      | دیواها به جاده رسیدند | 花儿与少年     | عضو گروه بازیگران | فصل ۳           |
| ۲۰۱۷–۲۰۲۱ | هپی کمپ               | 快乐大本营     | مهمان             |                 |
| ۲۰۱۹–۲۰۲۰ | یس، آی دو             | 喜欢你，我也是 | عضو گروه بازیگران | [ ۲۵ ]          |